# Jump Square
Jump Square (яп. ジャンプスクエア дзямпу сукуэа, сокращенно Jump SQ.) — японский журнал манги, ежемесячно издаваемый компанией Shueisha. Целевая аудитория журнала — сёнэн. Был создан в 2007 году в качестве замены Monthly Shonen Jump, другому журналу, который был закрыт в июне того года. Часть линейки Jump (яп. ジャンプ) издательства Shueisha. Тематика журнала — юношеская манга в стиле фэнтези с большим количеством боевых сцен.

## История
Название Jump Square имеет три смысла: англ. square «[городская] площадь» («площадь, на которой встречаются любители комиксов и талантливые художники»), квадрат в значении Weekly Shonen Jump² и SQ — supreme quality, «суперкачество». Из Weekly Shonen Jump в Jump Square было перенесено несколько сериалов: Tegami Bachi, Rosario + Vampire, Claymore, Gag Manga Biyori. Была запущена новая манга Embalming -The Another Tale of Frankenstein-, Kure-nai, and Dragonaut: The Resonance.
Изначальный тираж составил 500,000 экз., которые были быстро распроданы (более 70 % — в течение трех дней). Shueisha выпустила дополнительный тираж 100,000 экз. Второй номер также продавался хорошо, также потребовался дополнительный тираж в 60,000 экз.

## Манга
| Название                                                                                             | Автор                                        | Первый выпуск |
| --- | -------------------------------------------- | ------------- |
| Ao no Exorcist (яп. 青の祓魔師)                                                                      | Кадзуэ Като                                  | апрель 2009   |
| Claymore (яп. クレイモア)                                                                            | Норихиро Яги                                 | ноябрь 2007   |
| D.Gray-man (яп. ディー・グレイマン)                                                                  | Кацура Хосино                                | ноябрь 2009   |
| Embalming -The Another Tale of Frankenstein- (яп. エンバーミング -THE ANOTHER TALE OF FRANKENSTEIN-) | Нобухиро Вацуки, Каору Куросаки              | ноябрь 2007   |
| Gakumon!〜Ohkami Shōjo wa Kujikenai〜 (яп. がくモン!〜オオカミ少女はくじけない〜)                    | Робинсон Харухара                            | апрель 2014   |
| Gate 7 (яп. ゲート セブン)                                                                           | Clamp                                        | февраль 2011  |
| The Prince of Tennis (яп. 放課後の王子様)                                                            | Такэси Кономи, Кэнъити Сакура                | ноябрь 2008   |
| Gag Manga Biyori (яп. 増田こうすけ劇場 ギャグマンガ日和)                                             | Косукэ Масуда                                | ноябрь 2007   |
| Owari no Seraph (яп. 終わりのセラフ)                                                                 | Такая Кагами, Ямамото Ямамото, Дайсукэ Фуруя | сентябрь 2012 |
| Parman no Jōnetsuteki na Hibi (яп. PARマンの情熱的な日々)                                            | Фудзико Фудзио (А)                           | ноябрь 2007   |
| Te to Kuchi (яп. てとくち)                                                                           | Томохито Осаки, Мидзуки Кавасита             | май 2013      |
| Tegami Bachi (яп. テガミバチ)                                                                        | Хироюки Асада                                | ноябрь 2007   |
| Teiichi no Kuni (яп. 帝一の國)                                                                       | Усамару Фуруя                                | февраль 2012  |
| To Love-Ru Darkness (яп. To LOVEる -とらぶる- ダークネス)                                            | Кэнтаро Ябукиi, Саки Хасэми                  | октябрь 2010  |

### Jump SQ. II
Jump SQ II (яп. ジャンプSQ.II) — приложение к Jump Square, всего было издано три тома, начиная с первого в апреле 2008 года